# Geobotànica

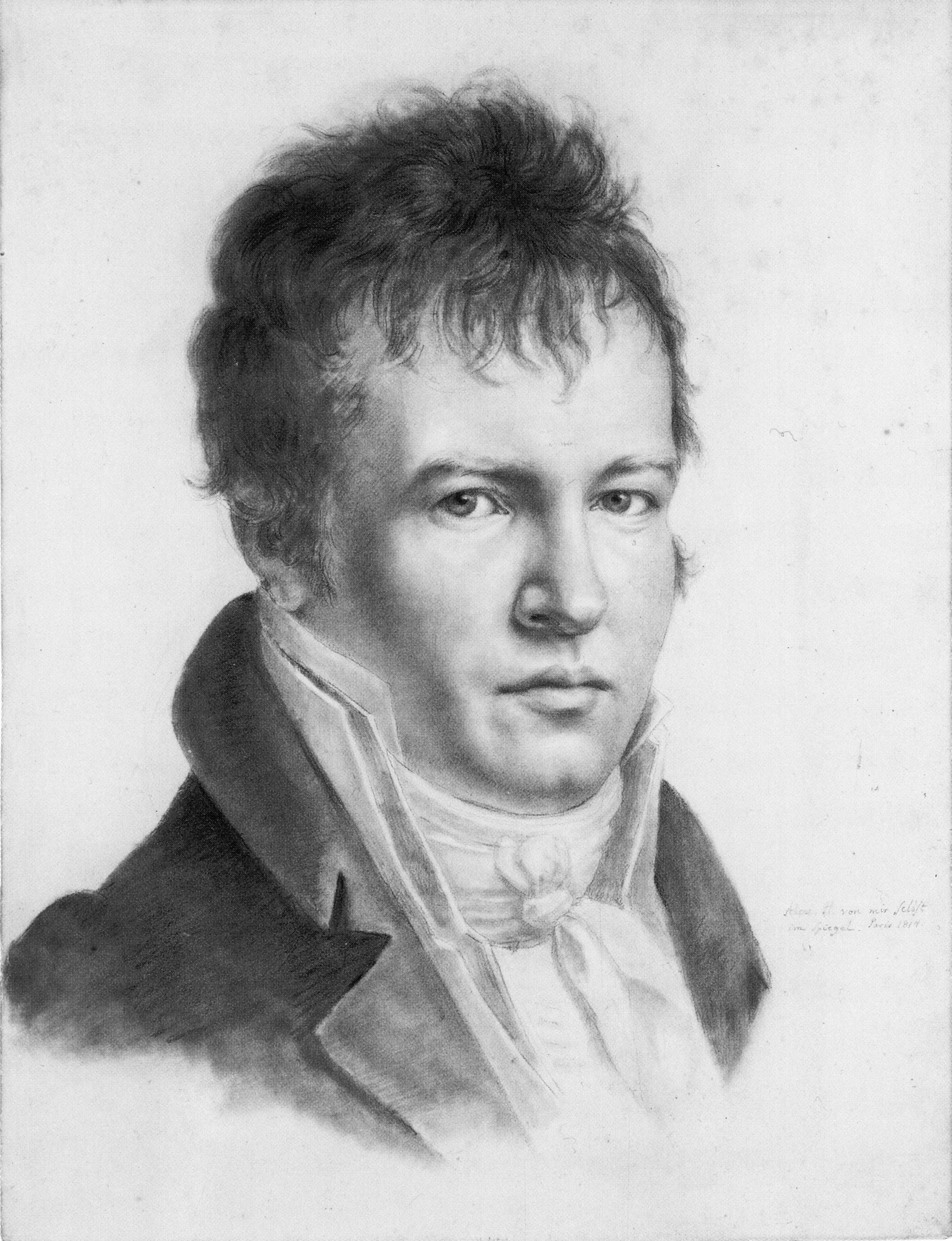
Autoretrat d'Alexander von Humboldt considerat el pare de la fitogeografia.

La geobotànica, fitogeografia, o geografia vegetal, és la branca de la biogeografia que estudia la distribució de les espècies vegetals sobre la Terra i allò que motiva aquesta distribució.
Les dades bàsiques de la geobotànica són les de la presència o absència de les espècies acompanyats de la seva localització geogràfica (situades en un mapa i amb les seves coordenades geogràfiques). Amb tals dades es construeixen les províncies fitogeogràfiques. El camp d'estudi fitogeogràfic està en gran part compartit amb el de la zoogeografia.